# Marechal Deodoro
Marechal Deodoro este un oraș în statul Alagoas (AL) din Brazilia. Orașul Marechal Deodoro a fost înființat în anul 1611 cu numel Vila Madalena.  Orașul a fost redenumit în onoarea Mareșalului Deodorode de Fonseca (1827 - 1892), născut acolo și care a devenit primul președinte al Brazilei.